# 江湖見
《江湖見》（英語：（EPG用名） / （網站用名）），是香港無綫電視製作的旅遊節目，由黎耀祥、麥長青主持，到訪浙江、江蘇、湖南、陝西、貴州、雲南等省份體會金庸武俠小說內的江湖世界。節目由「食玩假期」呈獻，於2025年3月3日至3月21日逢星期一至五22:30至23:05於翡翠台播出。

## 每集內容
| 集數 | 播映日子 | 主題                                   | 省份 | 地方                       |
| ---- | -------- | -------------------------------------- | ---- | -------------------------- |
| 1    | 3月3日   | 朝聖金庸故居、觀潮登塔動與靜           | 浙江 | 海寧、杭州                 |
| 2    | 3月4日   | 重現「黃蓉」巧思名菜、參觀非遺蠶絲技藝 | 浙江 | 嘉興、湖州                 |
| 3    | 3月5日   | 江南水鄉下午茶、即撈即蒸大閘蟹         | 江蘇 | 蘇州、常熟                 |
| 4    | 3月6日   | 體驗乾隆遊瘦西湖、玉帛相見搓背         | 江蘇 | 揚州                       |
| 5    | 3月7日   | 東江湖詩意美景、莽山雲海仙境           | 湖南 | 郴州                       |
| 6    | 3月10日  | 登岳陽樓賞湖、遊古代名城襄陽           | 湖南 | 岳陽、襄陽                 |
| 7    | 3月11日  | 登臨華山之巔、大雁塔尋「西經」         | 陝西 | 華山、寶鷄、西安           |
| 8    | 3月12日  | 試搣羊肉泡饃、終南山下重陽宮           | 陝西 | 西安、終南山、首陽山       |
| 9    | 3月13日  | 探尋「明教」遺址、從牛肉與茶葉闖蕩泉州 | 福建 | 泉州                       |
| 10   | 3月14日  | 泉州「南少林」朝聖、福州美食一網打盡   | 福建 | 泉州、福州                 |
| 11   | 3月17日  | 感受苗族風情、貴州如畫自然景致         | 貴州 | 黔東南、黔南               |
| 12   | 3月18日  | 明清古鎮歷史印記、夜郎谷藝術秘境       | 貴州 | 黔東南、貴陽               |
| 13   | 3月19日  | 大理「皇家」寺廟、巍山古城「一根麵」   | 雲南 | 大理                       |
| 14   | 3月20日  | 蒼山洱海相輝映                         | 雲南 | 大理                       |
| 15   | 3月21日  | 香格里拉拜訪「宗主」、師兄弟互訴心事   | 雲南 | 迪慶香格里拉、德欽梅里雪山 |

## 外部連結
- 江湖見 | TVB 無綫電視 （页面存档备份，存于）
- 《江湖見》myTV SUPER線上看 （页面存档备份，存于）